# Puerto de Piriápolis
El Puerto de Piriápolis está ubicado sobre las aguas del Río de la Plata, en Piriápolis, departamento de Maldonado, Uruguay. Fue inaugurado en 1916. 
El puerto permite el ingreso de veleros, pesqueros artesanales y hasta ferry. Tiene una rada portuaria de 5 ha 4200 m² muy protegido hidráulicamente por dos escolleras de 450 m y 130 m de longitud.
Posee una explanada portuaria de 8100 m² dentro de un área portuaria de 1 ha 3000 m² donde funcionan los servicios portuarios, el área administrativa y una zona de paseo peatonal.

## Historia

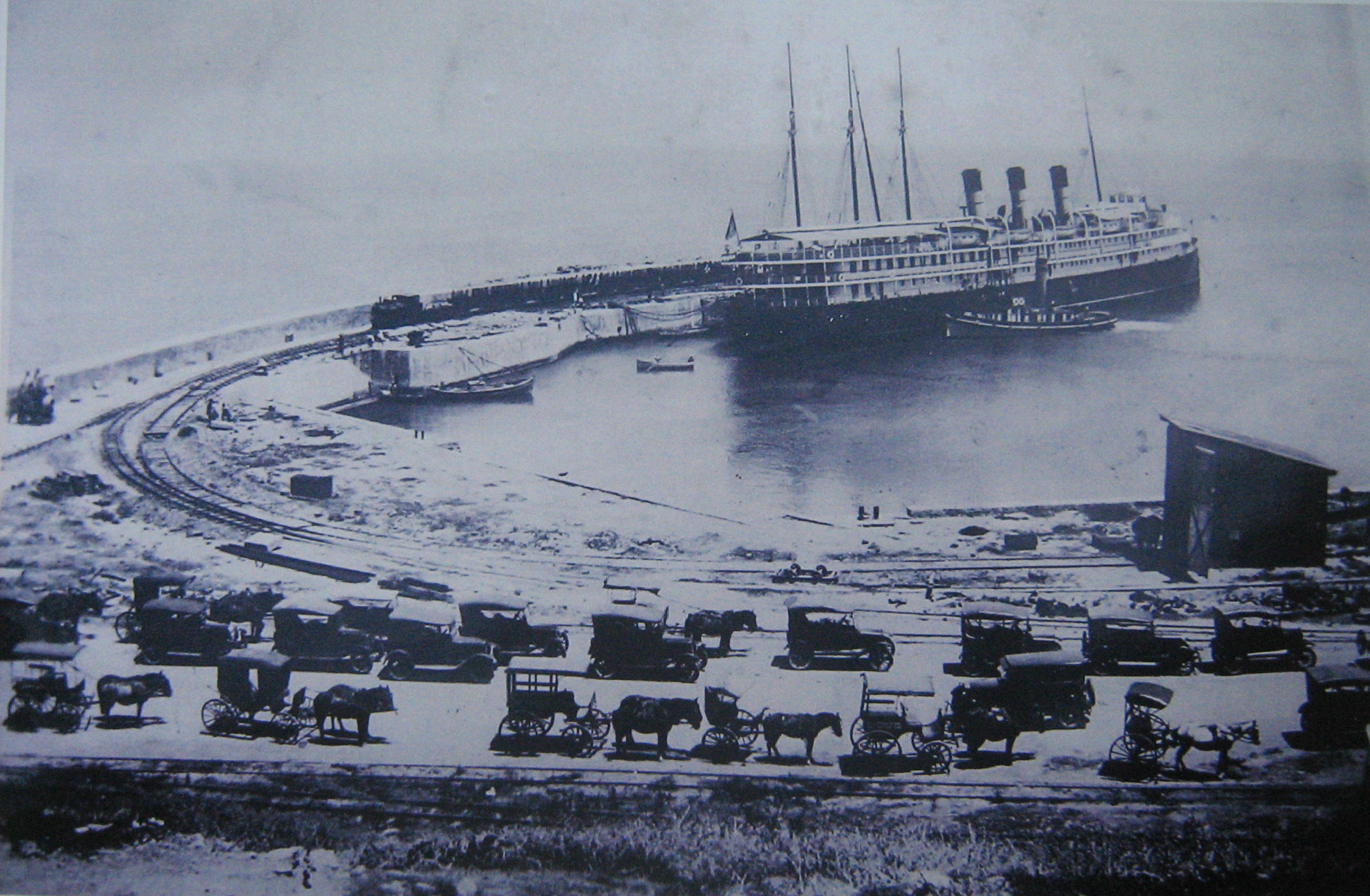
El puerto de Piriápolis en torno al año 1910.

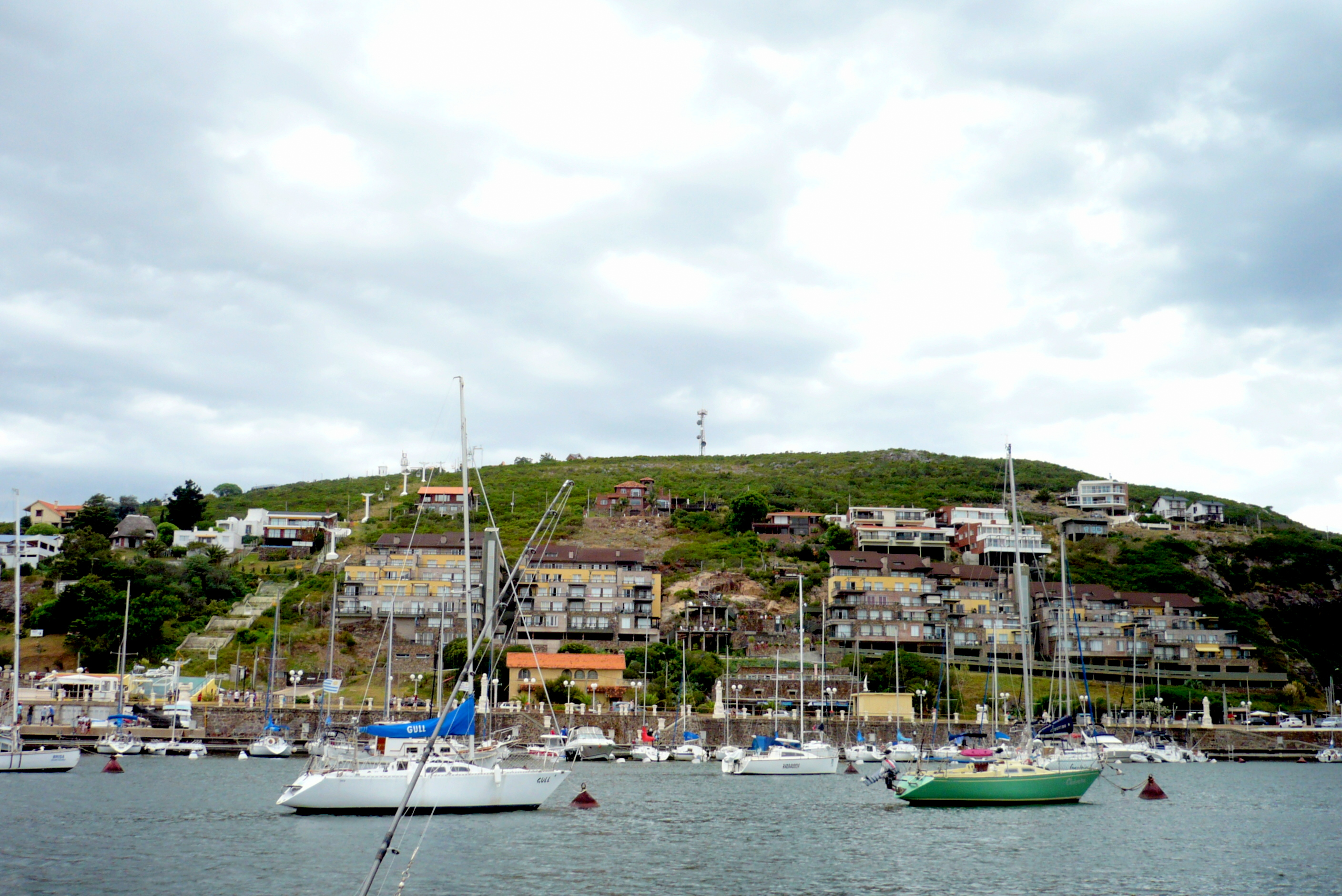
El puerto de Piriápolis en el año 2012.

Junto al proyecto de la construcción de la ciudad de Piriápolis por parte de Francisco Piria, estaba también la construcción de un puerto junto a ella. El proyecto del puerto fue aprobado en 1907 y habilitado e inaugurado en 1916. Para la construcción del espigón y de la pared del puerto se utilizó piedra proveniente del cerro San Antonio, ubicado junto al puerto, y para los detalles más finos se utilizó granito, proveniente del Cerro Pan de Azúcar. Durante su construcción el puerto fue destruido en dos oportunidades por tempestades marinas, lo que retrasó la culminación de las obras.
En 1997 el puerto fue reinaugurado tras su remodelación, dotándolo con instalaciones náuticas más modernas y con un fácil acceso para el atraque de embarcaciones deportivas.
Desde 1998 hasta 2003 llegaron buques de la empresa Buquebus provenientes de Buenos Aires.
Es gestionado por el Dirección Nacional de Hidrografía del Ministerio de Transporte y Obras Públicas de Uruguay.
Actualmente se encuentra en remodelación.

## Capacidad

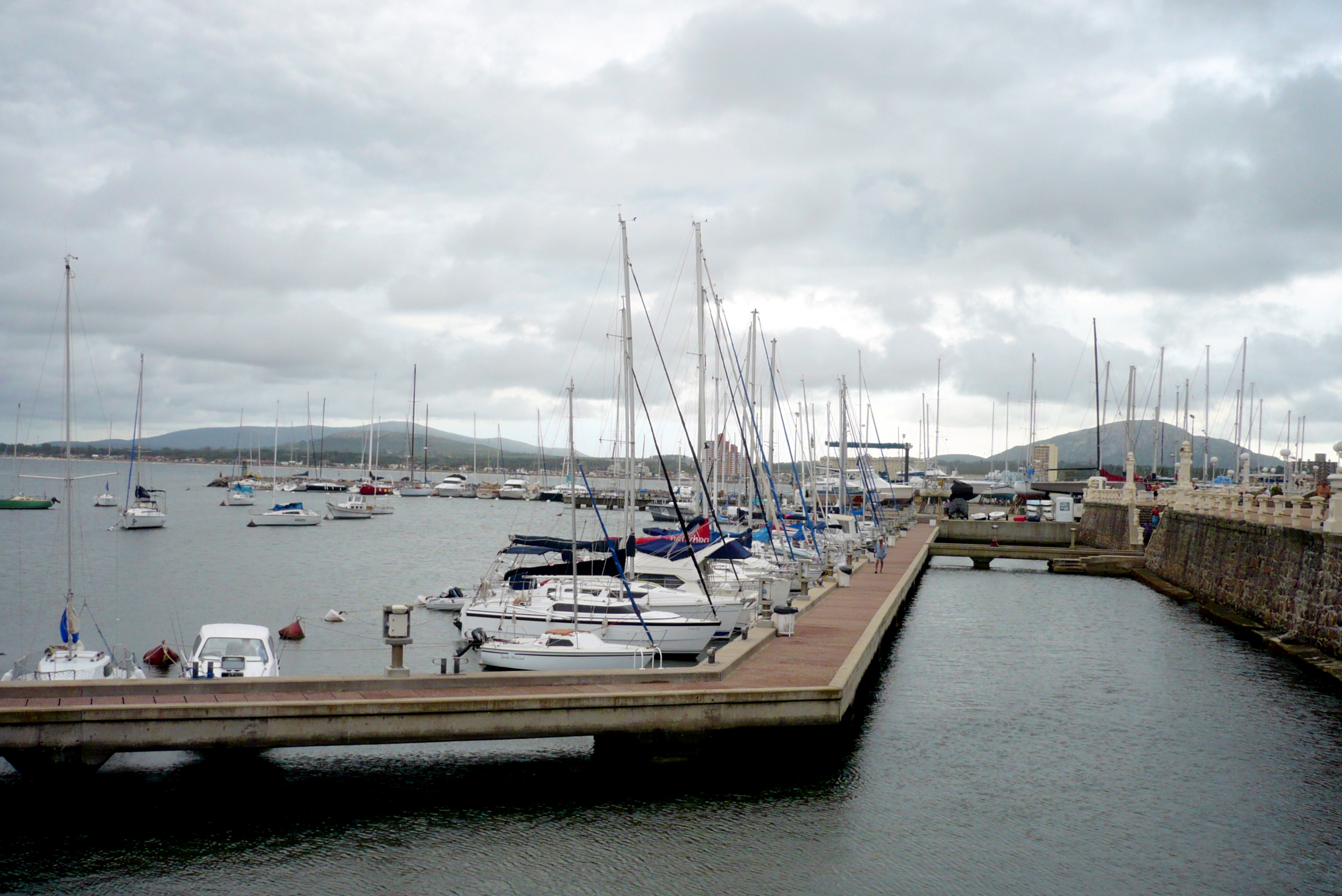
Interior del puerto.

- Amarre a muelle: 70 embarcaciones deportivas.[2]
- Capacidad de embarcaciones varadas en explanada: 50 embarcaciones deportivas.
- Embarcaciones de tráfico: 5 embarcaciones.
- Pesqueros artesanales: 10 embarcaciones.
- Muelle comercial: ferry (de pasajeros + vehículos automotores) de hasta 80 m de eslora.
- Calado: muelles deportivos de 3 a 6 m muelle comercial 6 m.

## Servicios
El puerto cuenta con servicio a los barcos de travelift (botadas y varadas) para embarcaciones de 10 a 100 toneladas de peso y con esloras variables de 12 a 30 m. Agua potable, energía eléctrica, combustible, baños, servicios higiénicos.